# Foss Shanahan
Foss Shanahan, né le 10 juin 1910 à Alexandra et mort le 13 septembre 1964 à Wellington, est un diplomate, haut fonctionnaire et homme politique néo-zélandais.

## Biographie
Foss Shanahan naît le 10 juin 1910 à Alexandra, en Nouvelle-Zélande. Après des études secondaires à Dunedin, il intègre la fonction publique en 1928. Il étudie à mi-temps à l'Université d'Otago et à la Victoria University of Wellington, obtenant une maîtrise en droit en 1936.
Après avoir servi au sein du service des douanes, il occupe plusieurs fonctions gouvernementales à partir de 1939, notamment au sein du département du premier ministre néo-zélansaid Peter Fraser et du War Cabinet entre 1940 et 1945. Il est ensuite ambassadeur de Nouvelle-Zélande à Singapour de 1955 à 1958, puis au Canada jusqu'en 1961 tout en occupant les fonctions de représentant permanent de la Nouvelle-Zélande auprès de l'ONU.
Il obtient durant sa carrière le surnom de "Foss the Boss".
Il s'éteint à Wellington le 13 septembre 1964 des suites d'une tumeur cérébrale.

## Famille
Il épouse Joan Katherine McCormick le 18 avril 1938. Ils ont ensemble quatre fils et une fille. L'un de leurs fils, Paul Shanahan, devient également diplomate.

## Distinctions
- Ordre de Saint-Michel et Saint-Georges (1962)